# Национално знаме на Шри Ланка
Националното знаме на Шри Ланка е прието на 22 май 1972 година. Състои се от златен лъв на цвят бордо с меч в лапа. До квадрата има две вертикални ивици в оранжево и зелено. Това знаме е прието през 1950 г. по препоръка на първия премиер на Шри Ланка.

## Елементи
Всеки символизира:
- Лъв – Синхалезиският народ
- Листата – будизъм и влиянието на будизма върху нацията. Също така означават: доброта, приятелство, щастие и спокойствие.
- Мечът на лъва – Независимостта на нацията
- Гривата на лъва – религиозност, мъдрост и медитация
- Брадичката на лъва – Чистотата на думите
- Дръжката на меча: вода, огън, въздух и земя
- Носът на лъва – интелигентност
- Предните лапи – Чистотата при работа с богатството.
- Оранжево – народа Тамили
- Зелена – исляма в Шри Ланка
- Жълто – Останалите етноси, които живеят в Шри Ланка

## Знаме през годините
- (1815 – 1948)
- (1948 – 1951)
- (1951 – 1972)